# Competentie (gesteente)

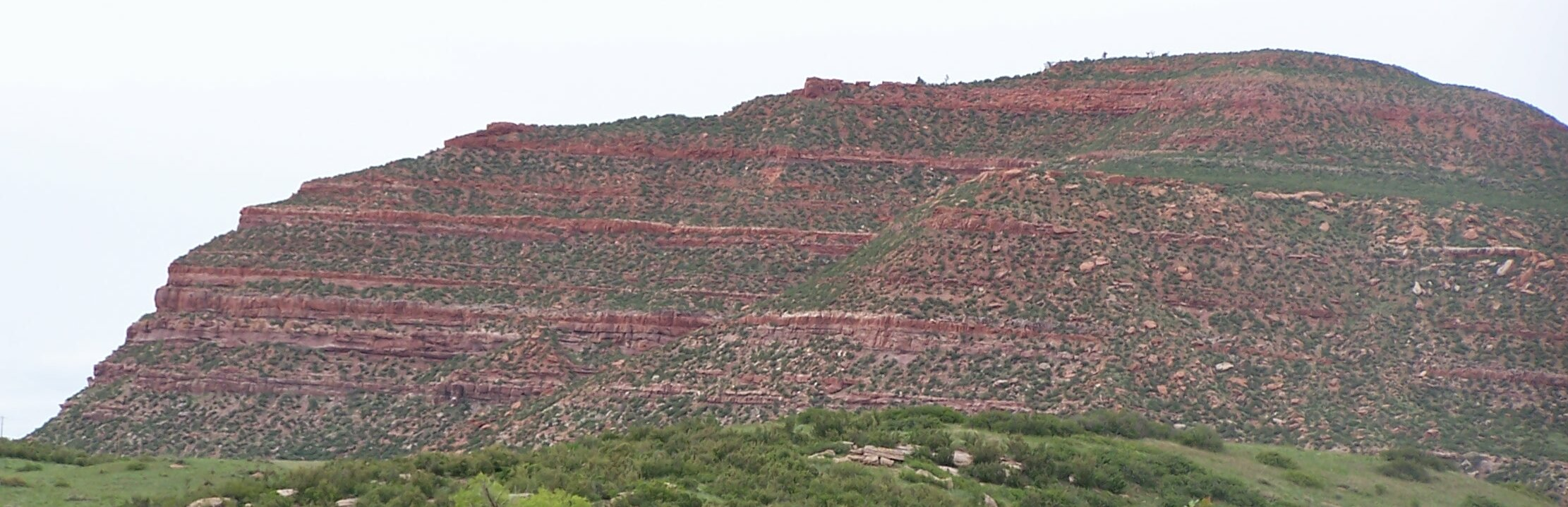
Opeenvolging van competentere zandstenen en recessievere silt- en kleistenen in de Amerikaanse staat Colorado

De competentie van gesteente is de mate waarin een gesteente bestand is tegen erosie. De tegenhanger van competent (weinig erosiegevoelig), is recessief (gemakkelijk erodeerbaar). Meestal is aan de manier waarop begroeiing plaatsvindt en de hoeveelheid vegetatie die een gesteente bedekt al te zien hoe competent een gesteente is. Competentere gesteenten zijn minder makkelijk voor planten om op te groeien en vegetatie zal zich beperken tot of de voorkeur hebben voor het "zachtere" gesteente. Een voorbeeld hiervan is de opeenvolging van zandstenen en siltstenen in de Amerikaanse staat Colorado.

## Competentie van gesteente
Omdat gesteente bestaat uit verschillende mineralen die ook weer verschillend samenhangen, zijn er verschillen in de competentie van gesteenten. Een competent gesteente wordt gemakshalve ook wel "hard" genoemd, hoewel "harde" gesteenten ook juist erosiegevoelig kunnen zijn; haliet is hard gesteente; steenzout. Toch erodeert het makkelijk doordat het gemakkelijk oplost in water. De competentie van gesteente is geen absolute maat, maar wordt relatief gebruikt; het ene gesteente is competenter dan het andere.
De mate van competentie is afhankelijk van de erosiegevoeligheid van de individuele mineralen en van de interne sterkte van het gesteente, die die mineralen bindt. Hierdoor zijn kleistenen makkelijker erodeerbaar dan schone (veel kwarts bevattende) zandstenen; de kleimineralen zijn minder resistent dan het sterkere kwarts. Dit betekent ook dat een graniet, dat een makkelijk verweerbaar mineraal als muscoviet bevat, toch erg competent is, door de interne structuur van het gesteente. Doordat het als één massief gestold is, en niet als laagjes op elkaar gesedimenteerd, is graniet ondanks recessieve mineralen een erg competent gesteente.
Ook bij deformatie van gesteente na afzetting speelt de competentie een rol. In een opeenvolging van zand- en kleistenen die plooit, zal het verschil in competentie van de verschillende lagen toenemen en de "hardere" lagen zullen meer uitsteken dan de "zachtere" die makkelijker wegeroderen.
Bij een opeenvolging van sedimentaire gesteenten als zandsteen, kleisteen en kalksteen, zijn de zandstenen vaak het meest competent en de kleistenen het minst competent. Door diagenese kan de kleisteen al omgezet zijn in de iets competentere schalie en het is ook mogelijk om met competente schalies vrij ongeconsolideerde en daardoor recessievere zandstenen aan te treffen. Kalksteen is vaak competent, cementatie van calciet speelt daarbij een belangrijke rol, en steekt als kalkbanken uit een ontsluiting. Echter, wanneer kalksteen veel klei bevat (Engels: mudstone), kan het ook erg recessief zijn.

## Voorbeelden

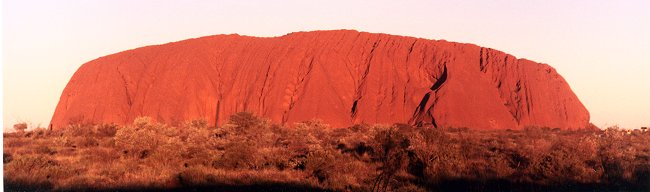
Uluṟu of Ayers Rock

### Ayers Rock
Doorgaans zijn "vuile" zandstenen, die veel andere mineralen dan kwarts, zoals veldspaten, amfibolen of pyroxenen bevatten, competenter en bieden veel weerstand tegen erosieprocessen. Zo kan het voorkomen dat oude massieven van dit gesteente boven het landschap van weggeërodeerd materiaal uitsteken. Een goed voorbeeld hiervan is Uluṟu of Ayers Rock in Australië. Het competente deel dat boven het landschap uitsteekt, bestaat uit veldspaatrijke zandstenen van Precambrische ouderdom (meer dan 600 Ma).

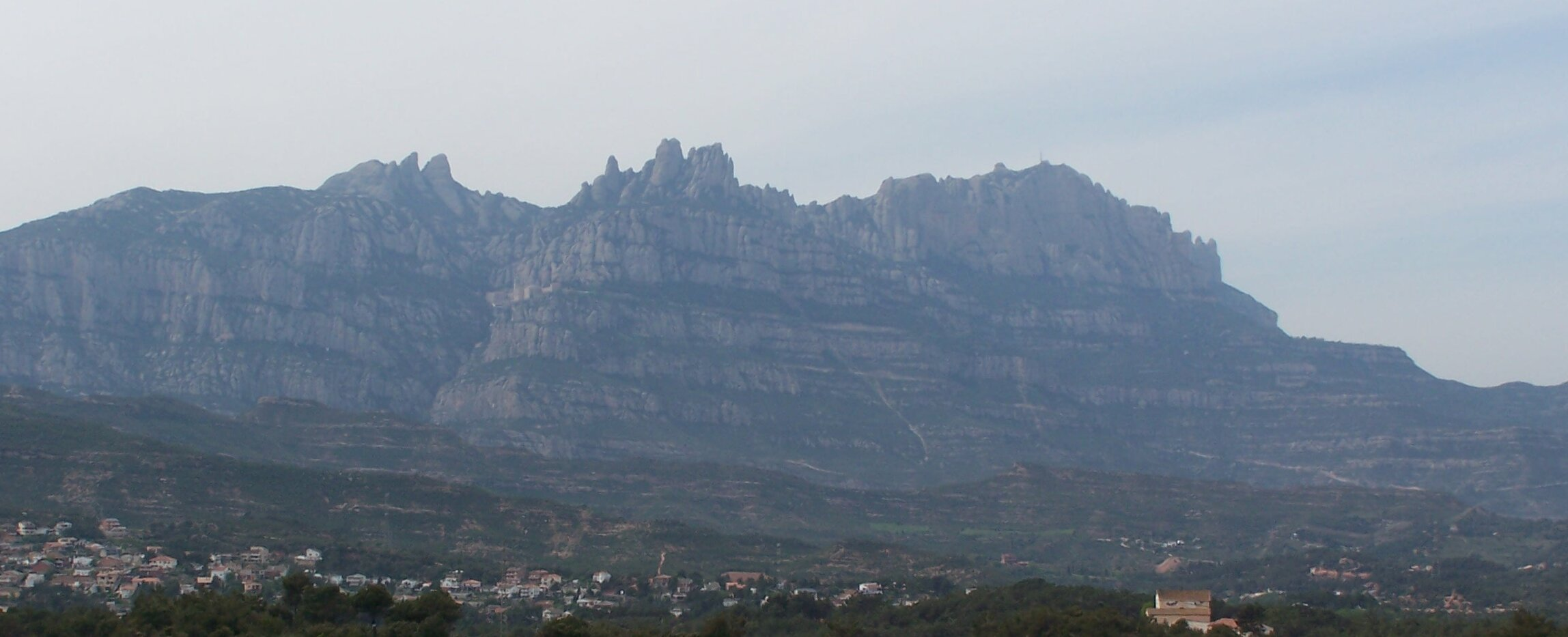
Montserrat in Catalonië

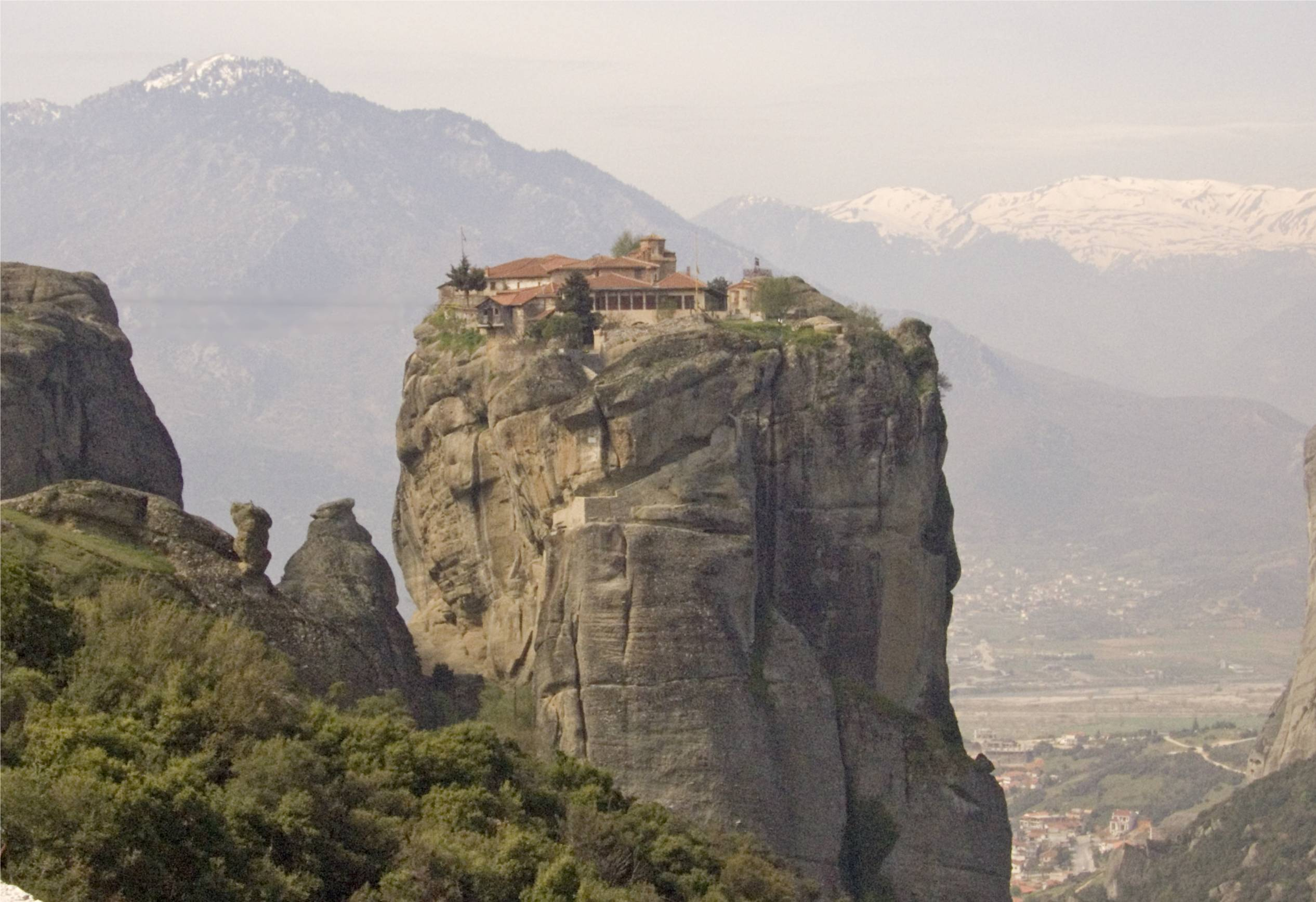
De Meteora in Griekenland

### Meteora en Montserrat
Andere voorbeelden van vaak spectaculaire en grillige landschappen die ontstaan zijn door nevenschikking van competente en recessieve gesteenten, zijn de Meteora in Griekenland en de Montserrat in Catalonië, Spanje. Deze complexen bestaan beide uit competente conglomeraten en zandstenen die in tegenstelling tot de recessievere omringende gesteenten als siltstenen, schalies en mergels niet weggeërodeerd zijn. Vaak ook vindt cementatie van calciet plaats, zoals in het geval van de Montserrat, waar door calcietcement een competent massief gesteente is ontstaan.

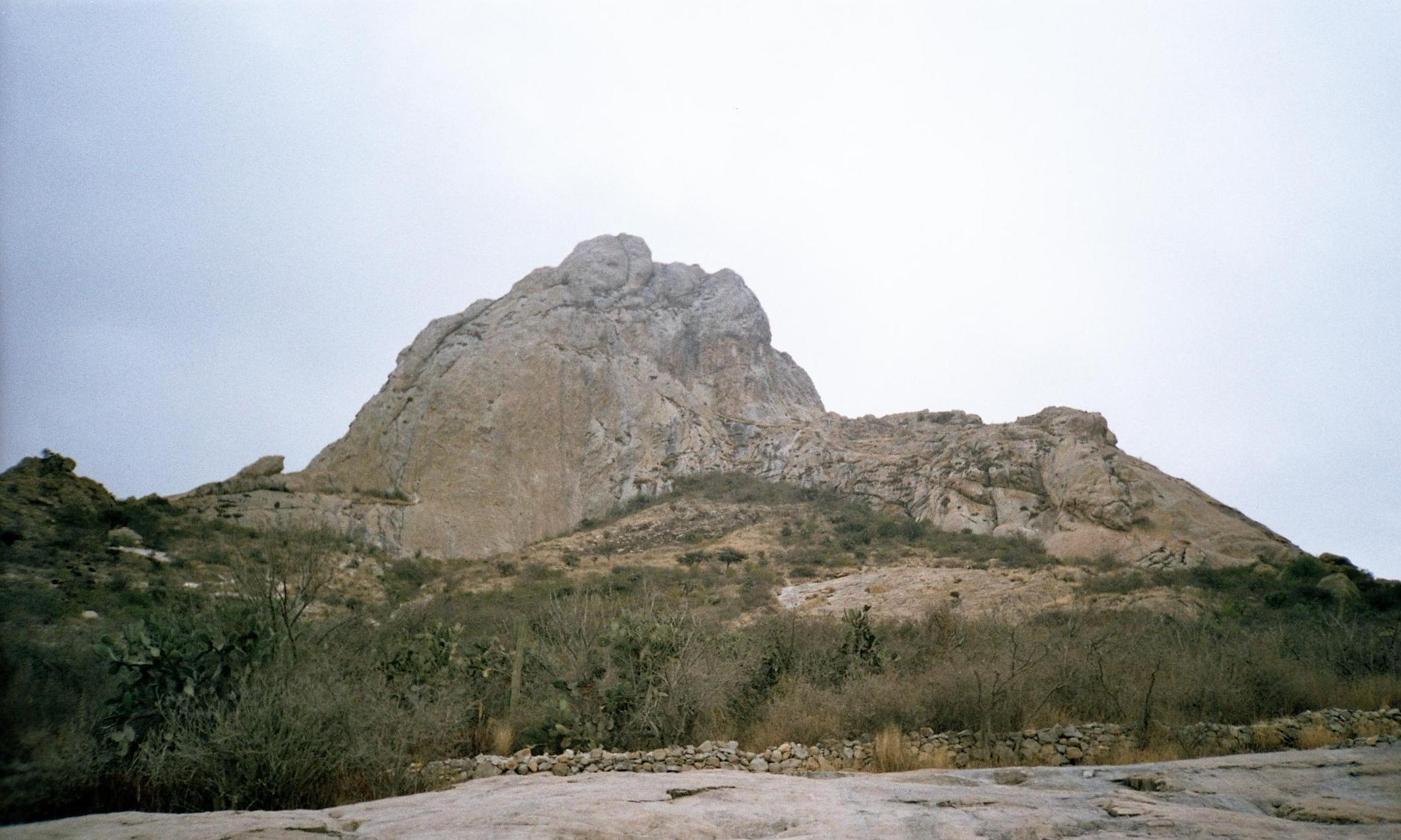
Peña de Bernal in Mexico

### Peña Bernal
Ook stollingsgesteenten en metamorfe gesteenten zijn normaal gesproken erg competent en kunnen spectaculaire landschappen veroorzaken. Door het verschil in competentie tussen stollingsgesteenten onderling (bijvoorbeeld tussen de competentere dieptegesteenten en de recessievere uitvloeiingsgesteenten), kan het voorkomen dat een kraterpijp of vulkanische plug bewaard blijft en het omringende gesteente niet. Dit geomorfologische fenomeen wordt een monoliet genoemd. De menhirs, dolmen en hunebedden zijn voorbeelden van zulke competente eenlingen in een makkelijker erodeerbare omgeving. Een voorbeeld hiervan is de op twee na grootste monoliet ter wereld, de Peña Bernal in Mexico. Deze bestaat uit een competente trachiet die overbleef na erosie van het omringende uitvloeiingsgesteente.

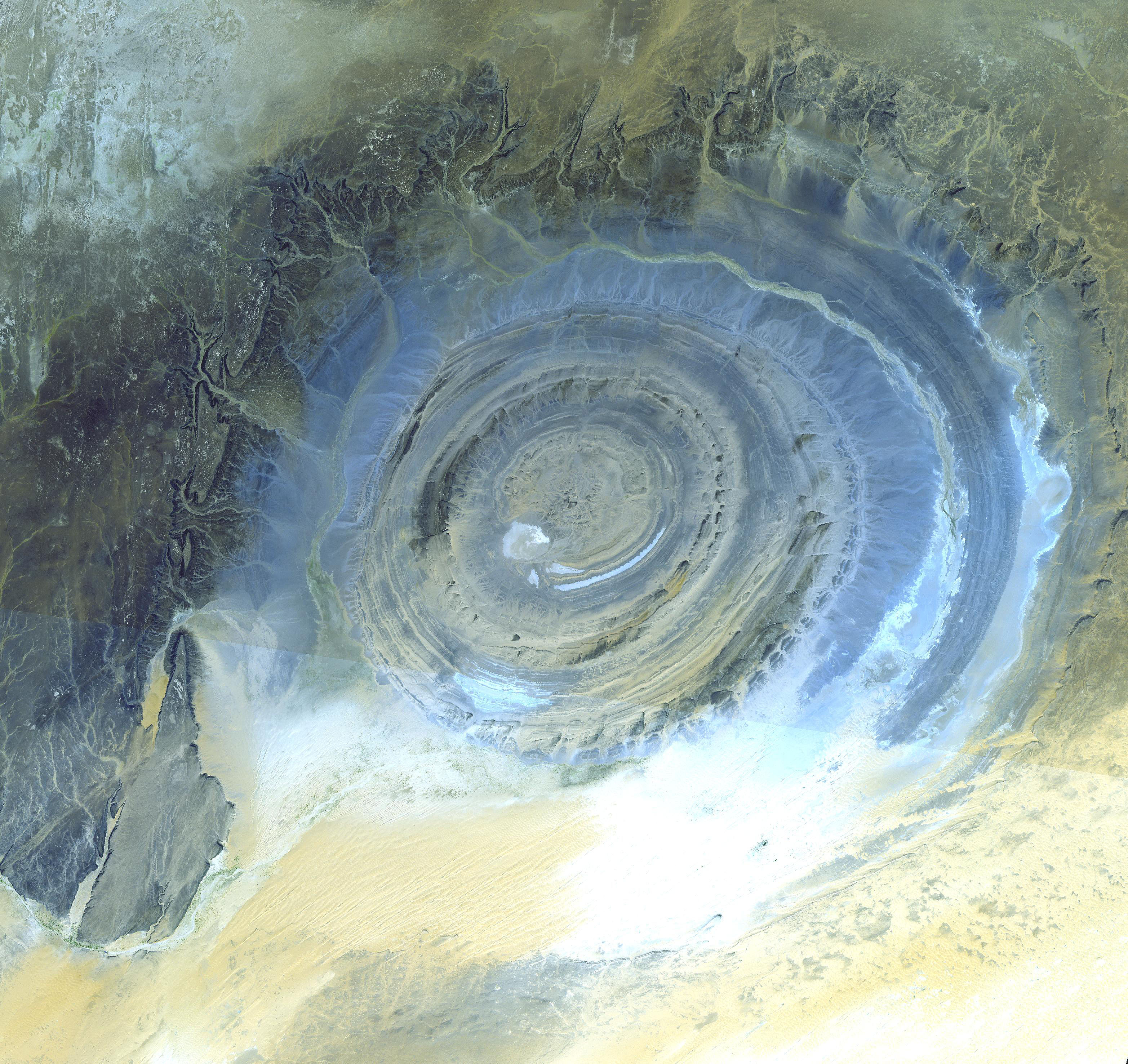
Richatstructuur

### Richatstructuur
De spectaculaire Richatstructuur in de woestijn van Mauritanië is mogelijk ook ontstaan als gevolg van competentieverschillen van gesteente; de lagen dolomiet en kalksteen verweerden anders de lagen breccie. Doordat de lagen om een al bestaand magmatisch lichaam werden afgezet, ontstond zo een ellipsvormige structuur in het landschap. Ook in dit geval was de cementatie van het gesteente bepalend voor de mate van verwering en erosie (voornamelijk eolisch van aard).

## Andere landschapsvormen
Door verschillen in competentie kunnen ook specifiek benoemde landschapsvormen ontstaan, zoals de cuesta, waarbij één zijde van een duikende opeenvolging sedimentaire lagen makkelijker erodeert dan de zijde die daar loodrecht op staat.